# Северный мбунду
Се́верный мбу́нду (кимбу́нду, донго) — язык группы банту, распространённый в Анголе и отчасти в ДРК и Замбии. Северный мбунду не следует путать с южным мбунду (умбунду) — другим языком банту, распространённым в Анголе, но относящимся к зоне R по классификации Гасри (в то время как северный мбунду относится к зоне H). Также мбунду иногда именуют «донго», и в этом случае его не следует путать с убангийским языком донго.
Кимбунду — основной язык народа амбунду (Мбунду) и один из самых распространённых в Анголе. Встречается в следующих провинциях Анголы: Бенго, Северная Кванза, Южная Кванза, Маланже, Луанда и, отчасти, Уиже.

## Фонетика кимбунду
В кимбунду 5 гласных звуков: [a], [u], [e], [i], [o]. Среди согласных звуков имеются преназальные и придыхательные. Для кимбунду характерен открытый слог и силовое ударение. Кимбунду — тональный язык, в нем имеется два смыслоразличительных тона: высокий и низкий.
По правилам орфографии кимбунду, если после «u» следует гласная, то «u» записывается как «w» ('twana', а не «tuana», «we», а не «ue», «kwiza», а не «kuiza»). Аналогично, если после «i» следует гласная, то «i» записывается как «у» («eye», а не «eie»).

## Грамматика кимбунду
Существительные в кимбунду подразделяются на 10 классов с префиксальными показателями. Данные классы отличаются по типу образования множественного числа [1]:
- 1 mu-a (mona-anа= сын-сыновья)
- 2 mu-mi (muxima-mixima =сердце-сердца́)
- 3 ki-i (kinama-inama=нога-ноги)
- 4 ri(di)-ma (dikamba-makamba=друг-друзья)
- 5 u-mau (usuku-mausuku=ночь-ночи)
- 6 lu-malu (lukwaku-malukwaku=рука-руки)
- 7 tu-matu (tubya-matubya=огонь-огни)
- 8 ku-maku (kunwa-makunwa=напиток-напитки)
- 9 [0]- ji (mbolo-jimbolo=хлеб-хлеба́, pangue-jipangue=брат-братья)
- 10 ka-tu (kamona-twana=сыночек-сыночки)

Слова, согласующиеся с существительным (другие существительные, глаголы, притяжательные местоимения, числительные), приобретают согласовательные префиксы:
- Dikamba dyami=мой друг (префикс di),
- O jingangula jikalakala ni kikete=Кузнецы обрабатывают железо (префикс ji).

Существительные иностранного происхождения обычно относят к 9 классу (существительные в единственном числе без префикса). Пример: ngeleja-jingeleja (церковь-церкви). Но возможны и другие варианты, например, dikalu — makalu (автомобиль — автомобили) относится к 4 классу.
В современном разговорном кимбунду существительные 4 класса иногда употребляются в краткой форме, без префикса ri (di), постепенно теряя таким образом принадлежность к классу: kamba (вместо dikamba «друг»), jina (вместо dijina «имя»), bata (вместо dibata «дом»).

Глаголы в кимбунду в инфинитивной форме имеют префикс ku, который при спряжении меняется на личные префиксы.
Спряжение глагола kwiza (приходить):
- eme ngiza — я прихожу
- eye wiza — ты приходишь
- mwene wiza — он(а) приходит
- etu twiza — мы приходим
- enu nwiza — вы приходите
- ene iza — они приходят

Глагол в предложениях может опускаться. Eye (wala), dyala — Ты (есть) мужчина. Eme (ngala), kyambote — Я (есть) хорошо/У меня всё хорошо. [2].

## Влияние кимбунду на культуру Анголы
В ангольском варианте португальского языка встречаются многочисленные заимствования из кимбунду:
kamba (друг),
muxima (сердце),
kota (человек более старшего возраста),
cassule (самый младший ребенок),
malembe (медленно),
matumbo (глупый),
sakidila (спасибо),
kambuta (человек маленького роста),
tuji (экскременты),
musseque (трущоба),
ndengue (ребенок).
Кимбунду является языком традиционных музыкальных жанров Анголы: сембы и кизомбы. Один из культовых исполнителей 60-70 годов XX века Давид Зе часть своих композиций исполнял на кимбунду. На кимбунду также поют «короли» ангольской музыки: Элиаш диа Кимуэзу и Бонга. Современные исполнители сембы, кизомбы и кудуро, такие как Путу Пуртугейш и Юри да Кунья, исполняют свои песни как на португальском, так и на кимбунду.
На кимбунду пишет известный современный ангольский поэт Антониу Маркеш (Kiba-Mwenyu). [3]

## Некоторые слова, пришедшие в кимбунду из португальского
dikalu=автомобиль (порт. carro)
ngeleja=церковь (порт. igreja)
xikola=школа (порт. escola)
kukazala=жениться, выходить замуж (порт. casar)
phala=для (порт. para)
loso =рис (порт. arroz)